# 中野猪之助
中野 猪之助（なかの いのすけ、1872年7月21日（明治5年6月16日）- 1938年（昭和13年）1月18日）は、明治後期から昭和前期の実業家、政治家。衆議院議員。

## 経歴
大分県日田郡、のちの三芳村（現日田市下井手町）で、中野伍兵衛の二男として生まれる。漢学を修めた。
1899年（明治32年）福岡県久留米市京町で久留米製材所を設立し材木商を営む。のちに東京で合資会社中野材木店（京橋木挽町）を開店した。その他、久留米材木同業組合長、九州材木連合協会長、日田実業銀行取締役、九州材木専務取締役、久留米商業会議所特別議員、同顧問なども務めた。
政界では、久留米市会議員、同参事会員に在任。1924年（大正13年）5月、第15回衆議院議員総選挙（大分県第5区、無所属）で当選し、立憲民政党に所属して衆議院議員に1期在任した。